# Gottmik
Gottmik, nom artístic de Kade Gottlieb, és una drag queen i un maquillador nord-americà que es va convertir en el primer home trans a competir en el concurs televisiu RuPaul's Drag Race. Participà en la tretzena temporada, en què va ser un dels finalistes.

## Biografia
Gottlieb va néixer a Arizona i es va criar al si d'una família conservadora a Scottsdale, on va anar a una escola catòlica. Va començar a experimentar amb l'art drag als divuit anys. Després de l'escola secundària, va començar una carrera en la indústria de la moda, i va traslladar-se a Los Angeles, on va fer la seva transició i va desenvolupar les seves habilitats en cosmètica i el drag.

## Carrera professional
Gottlieb ha maquillat a Cindy Crawford, Todrick Hall, Paris Hilton, Heidi Klum, Adam Lambert, French Montana i Tinashe, así como a los concursants de Drag Race Alaska Thunderfuck, Detox, Gia Gunn, Shangela, Violet Chachki i Willam. El seu treball, descrit per Rose Dommu de la revista OUT com a 'molt conceptual arribant a l'àmbit urbà', ha aparegut a les revistes Flaunt, Nylon i Paper. Va maquillar Amanda Lepore i Pabllo Vittar per a les seves portades a Gay Times. El 2020, Gottlieb va fer el maquillatge de Lil Nas X per celebrar Halloween quan es va disfressar de Nicki Minaj.
El 2021, es va convertir en el primer home trans a competir a RuPaul's Drag Race, en la tretzena temporada, en què va ser finalista.

## Vida personal
Rose Dommu ha descrit Gottlieb com "algú transmasculí que fa drag d'estil molt femení". Gottlieb utilitza ella com a pronom per interpretar a Gottmik. El 2021, Nina Bo'nina Brown va ser acusada de fer comentaris transfòbics sobre Gottlieb, fet que va portar diversos concursants de Drag Race a defensar aquest últim, inclosos Denali i Jan Sport, així com Bimini Bon-Boulash i Crystal de RuPaul's Drag Race UK.
Gigi Gorgeous és una de les millors amigues de Gottlieb; tots dos han aparegut en portades de revistes i han tret productes junts. Gorgeous va ajudar a finançar la reconstrucció de pit de Gottlieb.